# Антонов, Игорь Павлович
Игорь Павлович Антонов (род. 15 ноября 1946, Вена, Австрия) военачальник, начальник штаба — первый заместитель командующего 14-й отдельной армии ПВО (1993—1994), начальник штаба — первый заместитель командующего (начальника) Зенитными ракетными войсками Войск ПВО — Военно-воздушных сил (1996—2001), генерал-майор.

## Биография
Родился 15 ноября 1946 года в городе Вена (Австрия) в семье военнослужащего.
Отец — Павел Николаевич Антонов (1923—1985), лётчик-истребитель, полковник запаса, участник Великой Отечественной войны и Войны в Корее. После увольнения отца в запас, с 1961 года проживал в городе Калининград (ныне — Королёв) Московской области.
С 1964 года — на военной службе. В 1964—1966 годах проходил срочную военную службу в разведывательном батальоне 2-й гвардейской Таманской мотострелковой дивизии Московского военного округа. В 1966 году поступил в Горьковское радиотехническое училище войск противовоздушной обороны страны (с 1968 года — Горьковское зенитное ракетное училище войск ПВО), которое окончил с отличием.
По окончании училища служил командиром взвода и командиром батареи в Войсках ПВО страны. В 1973 году поступил в Военную командную академию ПВО (с 1974 года — имени Г. К. Жукова) в городе Калинин (ныне — Тверь), которую окончил в 1977 году.
В 1977—1982 годах служил командиром дивизиона и заместителем командира зенитного ракетного полка. В 1982—1987 годах — командир 390-го зенитного ракетного полка 6-го корпуса ПВО 1-й Краснознамённой армии ПВО особого назначения (1А ПВО ОсН) ордена Ленина Московской области (штаб полка — деревня Новое Орехово-Зуевского района Московской области). Под его командованием полк одним из первых в 1А ПВО ОсН перевооружился на новейший зенитный ракетный комплекс ЗРК С-300.
В 1987—1988 годах — начальник отдела боевой подготовки 6-го корпуса ПВО 1А ПВО ОсН ордена Ленина Московского округа ПВО (штаб корпуса — деревня Чёрное Балашихинского района Московской области). В 1988—1989 годах — заместитель командира 87-й дивизии ПВО 1А ПВО ОсН, образованной путём переформирования 6-го корпуса ПВО. В 1989 году поступил в Военную академию Генерального Штаба Вооруженных Сил СССР имени К. Е. Ворошилова, которую окончил в 1991 году.
В 1991—1992 годах — командир 90-й дивизии ПВО 4-й отдельной армии ПВО (штаб дивизии — город Челябинск). В 1992—1993 годах — командир 38-го корпуса ПВО 14-й отдельной армии ПВО (штаб корпуса — город Новосибирск). В 1993—1994 годах — начальник штаба — первый заместитель командующего 14-й отдельной армии ПВО (штаб армии — город Новосибирск).
В 1994 году был откомандирован в распоряжение начальника Генерального Штаба Вооруженных Сил РФ и убыл в специальную командировку. Служил военным советником по ПВО в Сирийской Арабской Республике.
В 1997—1998 годах — начальник штаба — первый заместитель командующего зенитными ракетными войсками (ЗРВ) Войск ПВО. В 1998—2001 годах — начальник штаба — первый заместитель начальника ЗРВ Военно-воздушных сил.
С ноября 2001 года генерал-майор И. П. Антонов — в запасе (по достижении предельного возраста пребывания на военной службе).
После увольнения в запас с 2002 года работал на ГПТП «Гранит». С 2005 года работал заместителем генерального директора Жуковского машиностроительного завода по производству и ремонту специальной техники.
В 2008 году вступил в Партию «Справедливая Россия», избирался членом территориальной избирательной комиссии Раменского района Московской области. Член экспертного Совета по проблемам воздушно-космической обороны, инспектор по ПВО при управлении Главного штаба ВВС.
Живёт в посёлке городского типа Ильинский Раменского района Московской области.
Генерал-майор (13.02.1992).

## Награды
- орден «За военные заслуги» (23.02.1998);
- орден Красной Звезды;
- медали СССР и Российской Федерации;
- орден «За храбрость» (Сирия).